# Keibun
Pour les articles homonymes, voir Matsumura.
Keibun, de son vrai nom : Matsumara Keibun (松村景文, Keibun Matsumara) ; surnoms : Shisō, Kamane ; nom de pinceau : Kakei, est un peintre japonais des XVIIIe-XIXe siècles de l'école Shijō. Il est né en 1779 et mort en 1843. Il est actif à Kyoto.

## Biographie
Keibun est un peintre d'animaux, de paysages et de fleurs. Il est l'élève de son frère Goshun et fait partie de l'école Shijō. Il contribue, grâce à ses œuvres délicates et à sa touche raffinée, à développer la réputation de l'école de son frère dans la région de Kyoto et Osaka. Il travaille avec le confucianiste Koishi Genzui et est particulièrement versé dans les théories artistiques des dynasties chinoises Ming et Qing. C'est un spécialiste de la peinture de fleurs et d'oiseaux.

## Tendances diverses de la peinture moderne duXVIIeauXIXesiècle
Au cours du XVIIIe siècle qui voit l'essor économique de la société et l'épanouissement d'un humanisme moderne, de nouvelles tendances se font jour : d'une part, le mouvement réaliste représenté par l'école Maruyama-Shijō et, d'autre part, la vision idéaliste de la peinture de lettrés (bunjin-ga). Même si leurs appellations semblent les opposer, ces deux tendances subissent l'une et l'autre l'influence des nouveaux apports de l'étranger et ont ensemble de nombreux contacts.
L'apport de style de Keibun à son frère Goshun est important comme on peut le voir avec cette paire de paravents du Musée national de Tokyo qui décrit un paysage typique de Goshun. Tous les éléments, colline, rivière, rochers, arbres, toits de chaume, dessinés à la manière naturaliste d'Ōkyo, s'estompent dans une atmosphère pluvieuse qui crée également la profondeur. Grâce aux œuvres raffinées, aux touches délicates de son frère Keibun, l'école de Goshun obtient les faveurs du public de la région de l'Ouest, et supplante l'école de Maruyama Ōkyo après la mort de celui-ci. Cette technique habile et ce sentiment d'intimité constituent désormais la base de l'art des peintres de Kyoto jusqu'à nos jours.